# Mons André
Il Mons André è una struttura geologica della superficie della Luna.